# Driópide
Driópide (en griego, Δρυοπίς) es el nombre de un lugar situado en la región griega de Tesalia, donde habitaba la tribu de los dríopes.
Driópide es citado por Heródoto como uno de los lugares que habitaron los dorios antes del pasar al Peloponeso. Dice que la Dóride de su tiempo es el mismo lugar que antes de llamaba Driópide.
Estrabón la ubica en la región del monte Eta, donde también se encontraba Heraclea y dice que era una tetrápolis que era considerada como metrópoli por los dríopes que luego se desplazaron al Peloponeso.